# Thinobadistes
Thinobadistes es un género extinto de perezoso terrestre perteneciente a la familia Mylodontidae, endémico de Norteamérica durante los períodos Mioceno a Pleistoceno. Vivió desde hace 13,6—5,3 millones de años.
Thinobadistes y Pliometanastes fueron los primeros perezosos gigantes que aparecieron en Norteamérica. Tanto Pliometanastes como Thinobadistes aparecieron en el subcontinente antes de la aparición del puente terrestre del istmo de Panamá el cual se formó hace cerca de 2.5 millones de años. Es por lo tanto razonable suponer que los ancestros deThinobadistes atravesaron rosarios de islas atravesando la vía marítima de Centroamérica desde Suramérica, donde los perezosos evolucionaron originalmente.

## Taxonomía
Thinobadistes fue nombrado por Hay (1919). Su especie tipo es Thinobadistes segnis. Fue asignado a Mylodontidae por Hay (1919) y Carroll (1988).

## Rango geográfico
Los fósiles de este género se han descubierto desde la Florida a Texas.